# Picinisco
Picinisco es un municipio italiano situado en la provincia de Frosinone, en el Lacio. Tiene una población estimada, a fines de mayo de 2024, de 1097 habitantes.

## Evolución demográfica
| Gráfica de evolución demográfica de Picinisco entre 1861 y 2024 |
|                                                                 |
| Fuente: ISTAT - Elaboración gráfica de Wikipedia                |